# Fils de la Sainte-Famille
Ne doit pas être confondu avec Missionnaires de la Sainte-Famille.
Les Fils de la Sainte-Famille (en latin Filii Sacrae Familiare Iesu, Mariae et Ioseph) sont une congrégation cléricale de droit pontifical. 

## Historique
L'institut est fondée à Tremp en Catalogne le 19 mars 1864 par Joseph Manyanet y Vives (1833-1901). Le 2 février 1870 avec l'accord de Mgr Joseph Caixal Estradé, évêque du diocèse d'Urgell. Manyanet et ses premiers compagnons font leur profession religieuse, il obtient une rapide diffusion et les prêtres assurent la direction de nombreuses écoles paroissiales, des collèges, des ateliers pour l'apprentissage à la vie professionnelle. En 1874, le père Manyanet fonde les filles missionnaires de la Sainte-Famille de Nazareth. Le pape Léon XIII concède le décret de louange le 30 avril 1887 et l'approbation définitive du Saint-Siège le 22 juin 1901. À la demande de Louis Tallada, successeur de Manyanet, le pape Benoît XV étend le 26 octobre 1921 la fête liturgique de la 
Sainte Famille à l'église universelle.

## Saints et bienheureux de l'institut
Le fondateur est canonisé en 2004 et des fils de la sainte Famille, martyrs de la guerre civile espagnole sont béatifiés en 2013.
- Joseph Manyanet y Vives, fondateur de l'institut.
- Jaíme Puig Mirosa, prêtre à Blanes, 30 juillet 1936.
- Sébastien Llorens Telarroja, religieux laïc, Blanes, 30 juillet 1936.
- Narcisse Sitjà Basté, prêtre, Barcelone, 9 août 1936.
- Jean Cuscó Oliver, prêtre, Lérida, 21 août 1936.
- Pierre Sadurní Raventós, prêtre, Lérida, 21 août 1936.
- Fermín Martorell Víes, prêtre, Vila-rodona, 25 août 1936.
- François Llach Candell, prêtre, Vila-rodona, 25 août 1936.
- Edouard Cabanach Majem, prêtre, Vila-rodona, 25 août 1936.
- Ramón Cabanach Majem, prêtre, Vila-rodona, 25 août 1936.
- Jean Franquesa Costa, prêtre, Cervera, 2 septembre 1936.
- Sigismond Sagalés Vilà, religieux coadjuteur, Múnter, 8 septembre 1936.
- José Vila Barri, prêtre, Gurb, 21 septembre 1936.
- Pierre Verdaguer Saurina, prêtre, Barcelone, 15 octobre 1936.
- Robert Montserrat Beliart, prêtre, Barcelone, 13 novembre 1936.
- Antoine Mascaró Colomina, religieux, Barcelone, 27 janvier 1937.
- Pierre Ruiz Ortega, religieux, Barcelone, 4 avril 1937.
- Pierre Roca Toscas, religieux, Barcelone, 4 avril 1937.
- Ramón Llach Candell, religieux, Barcelone, 19 avril 1937.
- Jaíme Llach Candell, religieux, Barcelone, 19 avril 1937.
- Ramón Oromí Sullà, religieux, Barcelone, 26 avril 1937.

## Activité et diffusion
Les fils de la Sainte-Famille se dédient à propager le culte de la Sainte-Famille, à la formation chrétienne de la famille, principalement par l'éducation et l'enseignement catholique des enfants et des jeunes.
Ils sont présents : 
- Europe : Espagne, Italie.

- Amérique Argentine, Brésil, Colombie, États-Unis, Mexique, Venezuela.

La maison généralice est à Barcelone.
Au 31 décembre 2020, la congrégation comptait 36 maisons et 112 religieux dont 96 prêtres.